# Чатмосс (Вірджинія)
Чатмосс (англ. Chatmoss) — переписна місцевість (CDP) в США, в окрузі Генрі штату Вірджинія. Населення — 1671 особа (2020).

## Географія
Чатмосс розташований за координатами 36°40′7″ пн. ш. 79°47′53″ зх. д. / 36.66861° пн. ш. 79.79806° зх. д. (36.668689, -79.798088).  За даними Бюро перепису населення США в 2010 році переписна місцевість мала площу 13,93 км², з яких 13,87 км² — суходіл та 0,05 км² — водойми.

## Демографія
Згідно з переписом 2010 року, у переписній місцевості мешкало 1698 осіб у 721 домогосподарстві у складі 546 родин. Густота населення становила 122 особи/км².  Було 784 помешкання (56/км²).
Расовий склад населення:
| - 74,4 % — білих - 21,2 % — чорних або афроамериканців - 1,2 % — азіатів - 0,1 % — корінних американців - 2,2 % — осіб інших рас |

До двох чи більше рас належало 0,9 %. Частка іспаномовних становила 3,9 % від усіх жителів.
За віковим діапазоном населення розподілялося таким чином: 18,7 % — особи молодші 18 років, 59,3 % — особи у віці 18—64 років, 22,0 % — особи у віці 65 років та старші. Медіана віку мешканця становила 50,3 року. На 100 осіб жіночої статі у переписній місцевості припадало 99,5 чоловіків;  на 100 жінок у віці від 18 років та старших — 97,0 чоловіків також старших 18 років.
Середній дохід на одне домашнє господарство  становив 76 140 доларів США (медіана — 67 571), а середній дохід на одну сім'ю — 90 825 доларів (медіана — 80 025). За межею бідності перебувало 20,5 % осіб, у тому числі 20,8 % дітей у віці до 18 років та 10,0 % осіб у віці 65 років та старших.
Цивільне працевлаштоване населення становило 720 осіб. Основні галузі зайнятості: освіта, охорона здоров'я та соціальна допомога — 30,7 %, виробництво — 21,5 %, оптова торгівля — 9,7 %, науковці, спеціалісти, менеджери — 8,8 %.